# Paul Senske
Paul Senske (* 26. Oktober 1949 in Voßwinkel) ist ein deutscher Journalist und war Chefredakteur bei Radio Sauerland.
Senske war von 1977 bis 1990 Journalist bei den Ruhr Nachrichten. Mit Sendestart von Radio Sauerland am 6. Oktober 1990 wurde er Chefredakteur des Lokalradios. Zum 1. Februar 2015 ging er in den Ruhestand. Nachfolgerin als Chefredakteur ist Anke Gebhardt.
Senske war von 1996 bis 2021 ehrenamtlich als Vorsitzender des SC Neheim tätig. Er ist Pressereferent bei der Bobbahn Winterberg.